# رودیگر ریم
رودیگر ریم (به آلمانی: Rüdiger Rehm)؛ زادهٔ ۲۲ نوامبر ۱۹۷۸) بازیکن فوتبال سابق و مربی فوتبال فعلی اهل آلمان است.
از باشگاه‌هایی که در آن بازی کرده‌است می‌توان به باشگاه فوتبال زاربروکن، باشگاه فوتبال کیکرز اوفنباخ، و باشگاه فوتبال ارتسگبیرگ آئو اشاره کرد.